# Кракатит
«Кракатит» (чеськ. Krakatit) — утопічний науково-фантастичний роман чеського письменника Карела Чапека 1924 року. Був написаний під час його перебування в Їндржихув-Градеці в ресторані «Рудольфів двір» (чеськ. Rudolfův dvůr).
Вперше окремим виданням роман вийшов у 1924 році у празькому видавництві «O.Storch-Marien».

## Сюжет
Інженер-хімік Прокоп винаходить речовину з надзвичайно високою вибуховою здатністю, яку він називає «Кракатит» на честь індонезійського вулкану Кракатау. Після того, як дрібки порошку на столі в лабораторії Прокопа вибухнули без причини, він, травмований, блукає вулицями Праги, де зустрічає свого університетського колегу Їржі Томеша, який відвозить Прокопа до себе додому та приводить його до тями. Під час гарячки Прокоп розкриває формулу «Кракатиту». Одразу по тому Томаш, взявши з собою револьвер, йде з дому. Прокопа будить дзвінком у двері невідома йому дівчина у вуалі, яка прийшла з пакунком для Томеша. Прокоп обіцяє передати пакунок і задля цього їде потягом до містечка Тиниці, де мешкає батько Томеша, лікар. Там хімік підліковує своє здоров'я та знайомиться з Анчі, дочкою лікаря Томеша й сестрою Їржі, в яку закохується, забувши про свою місію. Одного дня він знаходить оголошення в газеті, у якому відправник просить «інженера П.» повідомити свою адресу. Прокоп одразу згадує про «Кракатит», про який геть забув за час хвороби.
Відправником оголошення виявився Карсон, директор заводу «Балттін», де виготовляють вибухові речовини. Прокоп виїжджає туди (перш за все у пошуках Томеша, який перебуває в контакті з Карсоном) і отримує у своє розпорядження надсучасну лабораторію з усіма зручностями для роботи, проте з найсуворішою забороною залишати територію підприємства. Він також знайомиться з княжною Вілле (Вільгельміною-Аделаїдою-Мод Гаген-Балттін), що живе в батьківському замку поблизу заводу. Вони потроху зближуються (Карсон навіть пропонує Прокопові руку княжни та баронський титул в обмін на рецепт «Кракатиту»), але Прокоп весь час прагне відшукати Томеша або ту дівчину у вуалі. Княжна допомагає йому втекти до Італії (ціною життя охоронця), де він приєднується до анархістського кола пана Д'Емона (він же «камарад Демон»), який пропонує Прокопу панування над світом за допомогою радіостанції, сигнали якої спричиняють вибухи «Кракатиту». Прокоп не знає, що робити з тією силою, яку він створив. У колі анархістів він знайомиться з таємничою «дівчиною з розпатланим волоссям», яка надзвичайно нагадує йому ту саму незнайомку у вуалі. Тим часом Томеш (на заводі у вигаданому місті Гроттупі) розширив виробництво «Кракатиту», і його не зупиняють застереження Прокопа. Врешті, за допомогою радіохвиль Демона, його завод злітає в повітря.
Наприкінці роману Прокоп знайомиться із загадковим старим, який допомагає йому забути його руйнівний винахід, влаштовує сеанс ворожіння (показує Прокопові «його кохання» - фотографії Анчі, княжни Вілле та «дівчини з розпатланим волоссям», проте відмовляється розкрити секрет незнайомки у вуалі, назвавши лише її ім'я - Людмила) і заохочує хіміка зайнятися невеликими, але практичними та корисними для людства винаходами (наприклад, дешевого пального).
Образи романа Чапека значною мірою символічні. Так, назви вигаданих міст (Балттін, Гроттуп) асоціюються з Німеччиною 1920-х років. Алегоричними є імена деяких персонажів (Вілле - нім. Wille - воля, Д'Емон - демон). Одна з вибухових речовин, винайдених Прокопом, дістає назву «віцит» (від лат. vicium - вада, гріх). Фантастичність сюжету посилюється тим, що Прокоп створює свій «Кракатит» на основі аргону (як відомо, аргон - інертний газ).

## Переклади українською
Вперше книгу було перекладено в 1930 році. В українському перекладі С. Сакидона роман був опублікований у 1987 року в першому томі двотомного видання творів Карела Чапека, здійсненого видавництвом «Дніпро» (Київ).

## Екранізації
У 1948 році за романом був знятий однойменний фільм (режисер Отакар Вавра). У 1980 році Вавра створив ремейк свого фільму і випустив його під назвою «Темне сонце» (чеськ. Temné slunce).